# Тимошенко Віра Іванівна
Тимошенко Віра Іванівна — український правознавець, доктор юридичних наук, професор, академік Академії наук вищої освіти України, Заслужений діяч науки і техніки України, головний науковий співробітник Національної академії внутрішніх справ.
Народилась 30 травня 1960 в с. Вихвостів Городнянського району Чернігівської області (УРСР, нині — Україна) у сім'ї службовців. Батько, Тимошенко Іван Григорович (1939—2013) — працював у школі вчителем математики. Мати, Тимошенко Лідія Ігнатівна (1935 - 2021) — працювала агрономом колгоспу, а потім головою сільської ради.

## Освіта
У 1979 р. закінчила Чернігівський юридичний технікум (нині — Навчально-науковий інститут права і соціальних технологій Національного університету "Чернігівська політехніка"). У 1986 р. закінчила з відзнакою юридичний факультет Київського державного університету ім. Т. Г. Шевченка (нині — Київський Національний університет імені Тараса Шевченка). Спеціальність — правознавство, юрист. У 1991 р. закінчила аспірантуру Інституту держави і права ім. В. М. Корецького НАН України.

## Науковий ступінь
Доктор юридичних наук. Докторську дисертацію на тему «Розвиток юридичних, соціологічних та ідеократичних теорій держави в політико-правовій думці України і Росії кінця XIX — початку XX ст.» захистила в 2005 р. за спеціальністю 12.00.01– теорія та історія держави і права; історія політичних і правових учень. (Кандидатська дисертація: «Развитие доктрины „правового государства“ в политико-правовой мысли Украины и России конца XIX-начала ХХ века» (захищена у 1992 р. за спеціальністю 12.00.01).

## Вчені звання
Професор кафедри цивільного та трудового права (присвоєно у 2007 р.); старший науковий співробітник зі спеціальності теорія та історія держави і права; історія політичних і правових вчень; філософія права (присвоєно у 1996 р.); доцент кафедри загальноправових дисциплін (присвоєно у 1998 р.). У 2013 р. обрана академіком Національної академії наук вищої освіти України.

## Кар'єра
Трудову діяльність розпочала у системі соціального забезпечення населення (1979 р.). З 1986 р. по 1995 р. працювала в Інституті держави і права ім. В. М. Корецького НАН України: займала посади молодшого наукового співробітника, наукового співробітника, старшого наукового співробітника. З грудня 1995 р. по травень 2011 р. займала атестовані посади в Національній академії Служби безпеки України: 1995—2001 рр. — доцент кафедри загальноправових дисциплін; 2001—2006 рр. — доцент кафедри цивільного та трудового права; 2006—2011 рр. — професор кафедри цивільно-правових дисциплін. 28 травня 2011 р. звільнилась з академії та військової служби у званні підполковник СБУ. З липня 2011 р. по серпень 2014 р. — професор кафедри теорії держави і права Національної академії внутрішніх справ. З вересня 2014 р. по жовтень 2016 р. працювала на посаді професора кафедри права Київського національного лінгвістичного університету. З жовтня 2016 р. по теперішній час — головний науковий співробітник Національної академії внутрішніх справ.

## Напрями наукової діяльності
Проблеми теорії держави і права, історії політичних і правових учень, філософії права, кримінології.
Автор біля 300 наукових та навчально-методичних праць, у тому числі 17 монографій. Ряд праць розміщено на сайті Academia.edu (Вера Тимошенко site: academia.edu).

## Нагороди, відзнаки
Заслужений діяч науки і техніки України (2019). Має відомчі нагороди: медалі СБУ, пам'ятні знаки МВС України, медалі Національної академії наук вищої освіти України.

## Основні публікації
1. Тимошенко В. І. Правова держава (теоретико-історичне дослідження). — К.: Наукова думка, 1994. — 132 с. Вера Тимошенко site: academia.edu
2. Тимошенко В. И. Разделение труда и разделение властей в социальных системах // Введение в теорию государственно-правовой организации социальных систем / Под общ. ред. Е. Б. Кубко. — К.: Юринком, 1997. — С. 111—128. Вера Тимошенко site: academia.edu
3. Тимошенко В. І. Розвиток ідеї громадянського суспільства в історії політико-правової думки // Громадянське суспільство в Україні: проблеми становлення. — К.: Логос, 1997. — С. 6 — 41. Вера Тимошенко site: academia.edu
4. Тимошенко В. І. Держава і право в неокантіанстві // Проблеми філософії права. — Київ-Чернівці: Рута, 2003. — Т. І. — С. 64 — 66. Вера Тимошенко site: academia.edu
5. Тимошенко В. І. Історичний досвід систематизації законодавства // Систематизація законодавства: проблеми та перспективи вдосконалення: Монографія. — К.: Інститут держави і права ім. В. М. Корецького НАН України, 2003. — С. 56 — 107. Вера Тимошенко site: academia.edu
6. Тимошенко В. І. Розвиток теорії держави в політико-правовій думці України і Росії (кінець ХІХ — початок ХХ ст.). — К.: Ін-т держави і права ім. В. М. Корецького НАН України, 2004. — 358 с.
7. Тимошенко В. І. Забезпечення законності як мета держави в сфері прав, свобод та обов'язків людини і громадянина // Законність: теоретико-правові проблеми дослідження та впровадження. — К.: Юстиніан, 2004. — С. 145—162.
8. Тимошенко В. І. Роль насильства у виникненні держави (з історії політичної і правової думки) // Бюлетень Міністерства юстиції України. — 2005. — № 1 (39). — С. 26 — 35.
9. Тимошенко В. І. Теократія: ідея та соціальна реальність // Бюлетень Міністерства юстиції України. — 2005. — № 2 (40). — С. 37 — 45.
10. Тимошенко В. І. Юридична і фактична рівність: проблема розмежування // Держава і право: Збірник наукових праць. Юридичні і політичні науки. Вип.33. — К.: Ін-т держави і права ім. В. М. Корецького НАН України, 2006. — С. 3 — 10.
11. Тимошенко В. І. Свобода і необхідність в історії політико-правової думки // Право України. — 2006. — № 10. — С.24 — 28.
12. Тимошенко В. І. Право і суспільство як об'єктивні фактори формування та функціонування правової системи // Вступ до теорії правових систем: Монографія / За заг. ред О. В. Зайчука, Н. М. Оніщенко. — К.: Видавництво «Юридична думка», 2006. — С. 77 — 106. Вера Тимошенко site: academia.edu
13. Тимошенко В. І. Правомірна поведінка особи як показник стабільності суспільства // Бюлетень Міністерства юстиції України. — 2006. — № 11 (61). — С. 42 — 49.
14. Тимошенко В. І. Емоційно-вольові основи влади // Правова держава. — Вип. 18. — К.: Ін-т держави і права ім. В. М. Корецького НАН України, 2007. — С. 475—483. Вера Тимошенко site: academia.edu https://alldocs.net/timoshenko-v-emocyno-volov-osnovi-vladi-pravova-derzhava-vipusk-18-k-nstitut-derzhavi-prava-m-v-m-koreckogo-nan-ukrani-2007
15. Тимошенко В. І. Мотивація правової поведінки // Держава і право: Збірник наукових праць. Юридичні і політичні науки. Вип.36. — К.: Ін-т держави і права ім. В. М. Корецького НАН України, 2007. — С. 8 — 16. Вера Тимошенко site: academia.edu
16. Тимошенко В. І. Ідея синтезу особистого і суспільного у вченні П. І. Новгородцева // Вісник Луганського державного університету внутрішніх справ: Науково-теоретичне видання: Ідея права і держави. — Луганськ, 2007. — Спец. випуск № 3. У чотирьох частинах. — Ч. І. — С. 11-18.
17. Тимошенко В. І. Девіантна поведінка: сутність та мотивація // Бюлетень Міністерства юстиції України. — 2008. — № 5. — С. 33 — 43.
18. Тимошенко В. І. Визначальні фактори правової свідомості // Право України. — 2008. — № 6. — С. 41 — 46. Вера Тимошенко site: academia.edu
19. Тимошенко В. І. Свобода і право: проблема взаємозв'язку // Право України. — 2009. — № 3. — С. 71 — 75.
20. Тимошенко В. І. Деформація індивідуальної правосвідомості як передумова зловживання правом // Бюлетень Міністерства юстиції України. — 2009. — № 3 (89). — С. 13 — 22. Вера Тимошенко site: academia.edu
21. Тимошенко В. І. Права і свободи людини у вітчизняній політико-правовій думці епохи Відродження і Просвітництва // Бюлетень Міністерства юстиції України. — 2010. — № 2 (100). — С. 32 — 40. Вера Тимошенко site: academia.edu
22. Тимошенко В. І. Суб'єктивний фактор громадянського суспільства // Держава і право: Збірник наук. праць. Юридичні і політичні науки. Вип. 47. — К.: Ін-т держави і права ім. В. М. Корецького НАН України, 2010. — С. 14 — 21. http://dspace.nbuv.gov.ua/handle/123456789/32853 [Архівовано 9 березня 2018 у Wayback Machine.]
23. Тимошенко В. І. Розвиток концепції громадянського суспільства у вітчизняній політико-правовій думці XIX- початку ХХ ст. // Право України. — 2010. — № 7. — С. 33 — 42. http://www.pravoznavec.com.ua/period/article/6321/%C2
24. Тимошенко В. І. Проблема свободи й нерівності у творчості М. О. Бердяєва // Бюлетень Міністерства юстиції України. — 2010. — № 9 (вересень). — С. 117—125. Вера Тимошенко site: academia.edu http://nbuv.gov.ua/UJRN/bmju_2010_9_15.
25. Тимошенко В. І. Теоретичні засади подолання корупції в Україні // Науковий вісник НАВС. — 2012. — № 2 (81). — С. 18 — 27. Вера Тимошенко site: academia.edu https://alldocs.net/embed/timoshenko-v-teoretichn-zasadi-podolannya-korupc-v-ukran-naukoviy-vsnik-naconalno-akadem-vnutrshnh-sprav-2012-2-81 [Архівовано 9 березня 2018 у Wayback Machine.]
26. Тимошенко В. І. Соціальні детермінанти агресії // Держава і право. Збірник наукових праць. Ін-т держави і права ім. В. М. Корецького НАН України. Вип. 56. — К., 2012. — С. 14 — 18. Вера Тимошенко site: academia.edu
27. Тимошенко В. І. Особливості фундаментального (теоретичного) дослідження // Науковий вісник НАВС. — 2012. — № 3 (82). — С. 3 — 11. Вера Тимошенко site: academia.edu https://alldocs.net/timoshenko-v-osoblivost-fundamentalnogo-teoretichnogo-dosldzhennya-naukoviy-vsnik-naconalno-akadem-vnutrshnh-sprav-201
28. Тимошенко В. І. Суспільна свідомість і правова поведінка // Загальнотеоретичне правознавство, верховенство права та Україна. Збірник наукових статей. Гол. редактор А. Мелешевич. — К.: ДУХ І ЛІТЕРА, 2013. — С. 150—162. Вера Тимошенко site: academia.edu https://issuu.com/duh-i-litera/docs/pravoznavstvo_extract/3
29. Тимошенко В. І. Природна правосвідомість (з історії політичної і правової думки) // Бюлетень Міністерства юстиції України. — 2013. — № 2 (лютий). — С. 77 — 84. http://nbuv.gov.ua/UJRN/bmju_2013_2_12.
30. Тимошенко В. І. Сутність державної влади у вченні Б. О. Кістяківського // Бюлетень Міністерства юстиції України. — 2013. — № 8 (серпень). — С.137-143. Вера Тимошенко site: academia.edu http://nbuv.gov.ua/UJRN/bmju_2013_8_21.
31. Тимошенко В. И. Теория государства в политико-правовой мысли Украины и России (конец XIX — начало XX вв.); под. ред. В. И. Тимошенко: монография. — [2-е изд., перераб. и доп.]. — Чернигов: Издатель Лозовой В. М., 2014. — 624 с. Вера Тимошенко site: academia.edu
32. Тимошенко В. І. Особливості концепції громадянського суспільства в політико-правовій думці України кінця XIX — початку XX століття // Бюлетень Міністерства юстиції України. — 2014. — № 5 (травень). — С. 160—168. http://nbuv.gov.ua/UJRN/bmju_2014_5_37. Вера Тимошенко site: academia.edu
33. Тимошенко В. І. Формування ідей та елементів громадянського суспільства в Україні: ретроспективний аналіз // Право України. — 2014. — № 4. — С. 36 — 45. Вера Тимошенко site: academia.edu
34. Тимошенко В. И. Социально-психологические факторы противоправного поведения // Вестник Пермского университета. Юридические науки. — 2014. — Выпуск 3 (25). — С. 23 — 32. https://cyberleninka.ru/article/n/sotsialno-psihologicheskie-faktory-protivopravnogo-povedeniya
35. Тимошенко В. І. Психологічна концепція особистості суб'єкта злочину // Бюлетень Міністерства юстиції України. — 2015. — № 3 (березень). — С. 79 — 86. Вера Тимошенко site: academia.edu http://nbuv.gov.ua/UJRN/bmju_2015_3_21.
36. Тимошенко В. І. Агресивна поведінка: її сутність та причини // Бюлетень Міністерства юстиції України. — 2015. — № 6 (червень). — С. 55 — 63. http://nbuv.gov.ua/UJRN/bmju_2015_6_13.
37. Тимошенко В. І. Кримінологічна характеристика особистості злочинця // Науково- інформаційний вісник Академії наук вищої освіти України. — 2015. — № 2(95). — С. 54 — 62.
38. Тимошенко В. І. Індивідуальна правосвідомість і можливості реалізації ідеї верховенства права // Соціологія права: Науково-практичний журнал. — 2015. — № 3-4 (14-15). — С. 85 — 89.
39. Тимошенко В. І. Формування концепції свободи особистості в історії політико-правової думки // Держава і право: Збірник наукових праць. Серія Юридичні науки. Випуск 71 / Інститут держави і права ім. В. М. Корецького НАН України. — К.: Вид-во «Юридична думка», 2016. — С. 33 — 48. Вера Тимошенко site: academia.edu
40. Тимошенко В. І. Криміналізація суспільства як форма аномії // Держава і право: Збірник наукових праць. Серія Юридичні науки. Випуск 72 / Інститут держави і права ім. В. М. Корецького НАН України. — К.: Вид-во «Юридична думка», 2016. — С. 398—410. Вера Тимошенко site: academia.edu
41. Тимошенко В. І. Аномія // Вісник Асоціації кримінального права України. — 2016. — № 1(6). — С.442-446. URL.: http://nauka.nlu.edu.ua/wp-content/uploads/2016/07/37_Anomiya.pdf [Архівовано 9 березня 2018 у Wayback Machine.]
42. Тимошенко В. І. Причини злочинності у вченні П. О. Сорокіна (з історії політичної і правової думки) // Бюлетень Міністерства юстиції України. — 2017. — № 2 (184). — С. 20 — 26. Вера Тимошенко site: academia.edu
43. Лекція професора В. Тимошенко "Вступ до курсу «Функції права» // Право України. — 2017. — № 2. — С. 185—195. Вера Тимошенко site: academia.edu
44. Тимошенко В. І. Соціальна сутність злочинності і злочину у вченні Г.Тарда (З історії політичної і правової думки) // Держава і право: Збірник наукових праць. Серія Юридичні науки. Випуск 75 / Інститут держави і права ім. В. М. Корецького НАН України. — К.: Вид-во «Юридична думка», 2017. — С. 306—316. Вера Тимошенко site: academia.edu
45. Тимошенко В. І. Загальнотеоретична характеристика тіньової економіки // Науковий вісник Національної академії внутрішніх справ. — 2017. — № 2 (103). — С. 277—285. Вера Тимошенко site: academia.edu
46. Тимошенко В. І. Тероризм як об'єкт політико-правового дослідження // Науковий вісник Національної академії внутрішніх справ. 2017. № 3 (104). С. 289—300. Вера Тимошенко site: academia.edu
47. Тимошенко В.І. Політико-правова характеристика екстремізму // Journal «ScienceRise: Juridical science»/ — 2017. — №2(2). — С.21— 25 http://elar.naiau.kiev.ua/jspui/handle/123456789/2697 [Архівовано 19 січня 2019 у Wayback Machine.]
48. Тимошенко В.І. Маргіналізація суспільства як криміногенний фактор // Юридичний часопис Національної академії внутрішніх справ. 2017. №2 (14). С. 38 — 48. http://elar.naiau.kiev.ua/jspui/handle/123456789/4476 [Архівовано 19 січня 2019 у Wayback Machine.]
49. Тимошенко В.І. Соціальна основа злочинності // Бюлетень Міністерства юстиції України. 2018. №2. С.35 — 39.  http://elar.naiau.kiev.ua/jspui/handle/123456789/4479 [Архівовано 19 січня 2019 у Wayback Machine.]
50. Тимошенко В.І. Сучасні соціальні трансформації в Україні і   злочинність // Держава і право: Збірник наукових праць. Серія Юридичні науки. Випуск 79 / Ін-т держави і права ім.В.М.Корецького НАН України. Київ. Вид-во «Юридична думка», 2018. С.23 — 34.  http://elar.naiau.kiev.ua/jspui/handle/123456789/6088 [Архівовано 19 січня 2019 у Wayback Machine.]
51. Тимошенко В.І. Суспільний ідеал П.І.Новгородцева // Науковий вісник Національної академії внутрішніх справ. 2018. №2 (107). С.60 — 71.  http://elar.naiau.kiev.ua/jspui/handle/123456789/7459 [Архівовано 19 січня 2019 у Wayback Machine.]
52. Тимошенко В.І. Громадянське суспільство в Україні: від витоків до наукової концепції  // Громадянське суспільство в Україні: сучасний стан, виклики, стратегія модернізації: монографія: У 2 т. / за заг. ред. акад. НАН України Ю.С.Шемшученка та акад. НАПрН України О.В.Скрипнюка /Т.I. Загальнотеоретичні та конституційно-правові аспекти розвитку громадянського суспільства в Україні. -  Київ: Вид-во  «Юрид. думка», 2018. — С.10 — 66.   http://elar.naiau.kiev.ua/jspui/handle/123456789/7459 [Архівовано 19 січня 2019 у Wayback Machine.]
53. Автор 42–х статей у т.18 «Кримінологія. Кримінально-виконавче право» Великої української юридичної енциклопедії // Велика українська юридична енциклопедія: у 20 т. Т. 18: Кримінологія. Кримінально-виконавче право / редкол.: В.І.Шакун (голова), В.І.Тимошенко (заст. голови) та ін.;  Нац. акад. прав. наук України. – 2019. –544с.
54. Тимошенко В.І. Теоретичні проблеми кримінології. Збірник наукових праць / [уклад.: Тимошенко В.І.]. Київ : Нац. акад. внутр. справ, 2021. 300 с.
55. Тимошенко В.І., Шакун В.І. Теоретичні основи кримінології: монографія. Київ: Юрінком Інтер, 2021. 240 с.
56. Тимошенко В.І. Злочин, злочинність і покарання в історії політико-правової думки: монографія. Київ : 7БЦ, 2023. – 216 с.
57. Тимошенко В.І. Соціологічні теорії держави і права: історія і сучасність:  монографія. Київ: Вид-во НАВС, 2024. 280 с.